# カントール代数
数学において、ゲオルク・カントールにちなんで名づけられたカントール代数 (Cantor algebra) は2つの関連が深いブール代数の一方である。1つは可算性で、もう1つは完備性である。
可算カントール代数はカントール集合のすべての開かつ閉な部分集合からなるブール代数である。これは可算個の生成元上の自由ブール代数である。同型を除いて、これは可算かつ atomless なブール代数で非自明な唯一のものである。
完備カントール代数はmeager setを法とした実数のボレル部分集合の完備ブール代数である(Balcar & Jech 2006)。これは可算カントール代数の完備化に同型である。完備カントール代数は、コーエン代数と呼ばれることがあるが、「コーエン代数」は通常別のタイプのブール代数のことである。完備カントール代数は1935年にフォン・ノイマンによって研究され、のちに(von Neumann 1998)として出版された。彼はそれが測度0の集合を法としたボレル部分集合のランダム代数に同型でないことを示した。